# 伊藤豊 (アニメーター)
伊藤豊（いとう ゆたか、1959年 - ）は、日本のアニメーター、アニメーション美術家。

## 来歴
大阪育ち。大阪府立泉北高等学校卒業後、上京。
1978年、専門学校に通学しながら、手塚治虫事務所で制作進行のアルバイト。同年、東映動画の美術監督、土田勇に師事する。
1979年、デビュー作『銀河鉄道999』以降、アニメーション美術家として『幻魔大戦』『魔女の宅急便』『銀河英雄伝説』『NARUTO -ナルト-』などの背景美術画を描く。
2005年、27年間の東京生活に終止符を打ち、関西在住。『涼宮ハルヒの憂鬱』などの背景美術画を担当。
2013年より、東北生活文化大学にてアニメーション概論授業の非常勤講師。

## 主な参加作品
- 銀河鉄道999（1979年）
- 幻魔大戦（1983年）
- 魔女の宅急便（1989年）
- 銀河英雄伝説（1988年）
- NARUTO -ナルト-（2002年）
- 涼宮ハルヒの憂鬱（2006年）
- Kanon（2002年）
- しろくまカフェ（2012年）
- 虹色ほたる 〜永遠の夏休み〜（2012年）